# Daniël von Eugen
Daniël von Eugen (Amsterdam,  12 april 1933 -  Rotterdam, 27 juni 2019) was een Nederlands waterbouwkundige, betrokken bij veel werken in Zeeland.
Tijdens zijn opleiding aan de HTS in Amsterdam vond in 1953 de watersnood plaats. Hij was in die tijd vaandrig bij de padvinderij in zijn woonplaats Laren. Met de auto van een bevriende verhuizer is hij toen naar Waalwijk gereden waar hij hielp met zandzakken sjouwen. Die zomer kon hij zijn stagewerk voor de HTS in Zeeland doen. Via een lastige reis kwam hij in het voormalige Molukkenkamp op het plateau van Burghsluis terecht waar hij gehuisvest werd. Hij werd ingedeeld bij de rijswerkers onder leiding van Gerrit Visser (die als Klaas Otterkop ook voorkomt in "Het verjaagde water"). Hij moest meehelpen zinkstukken te vlechten, maar dat viel tegen omdat hij de ervaring van een rijswerker miste. Als HTS-er moet hij peilschalen aflezen en doorgeven aan de uitvoerder va een (niet al te beste) radio-verbinding. Na de sluiting bij Ouwerkerk ging hij weer naar school terug en haalde zijn diploma.

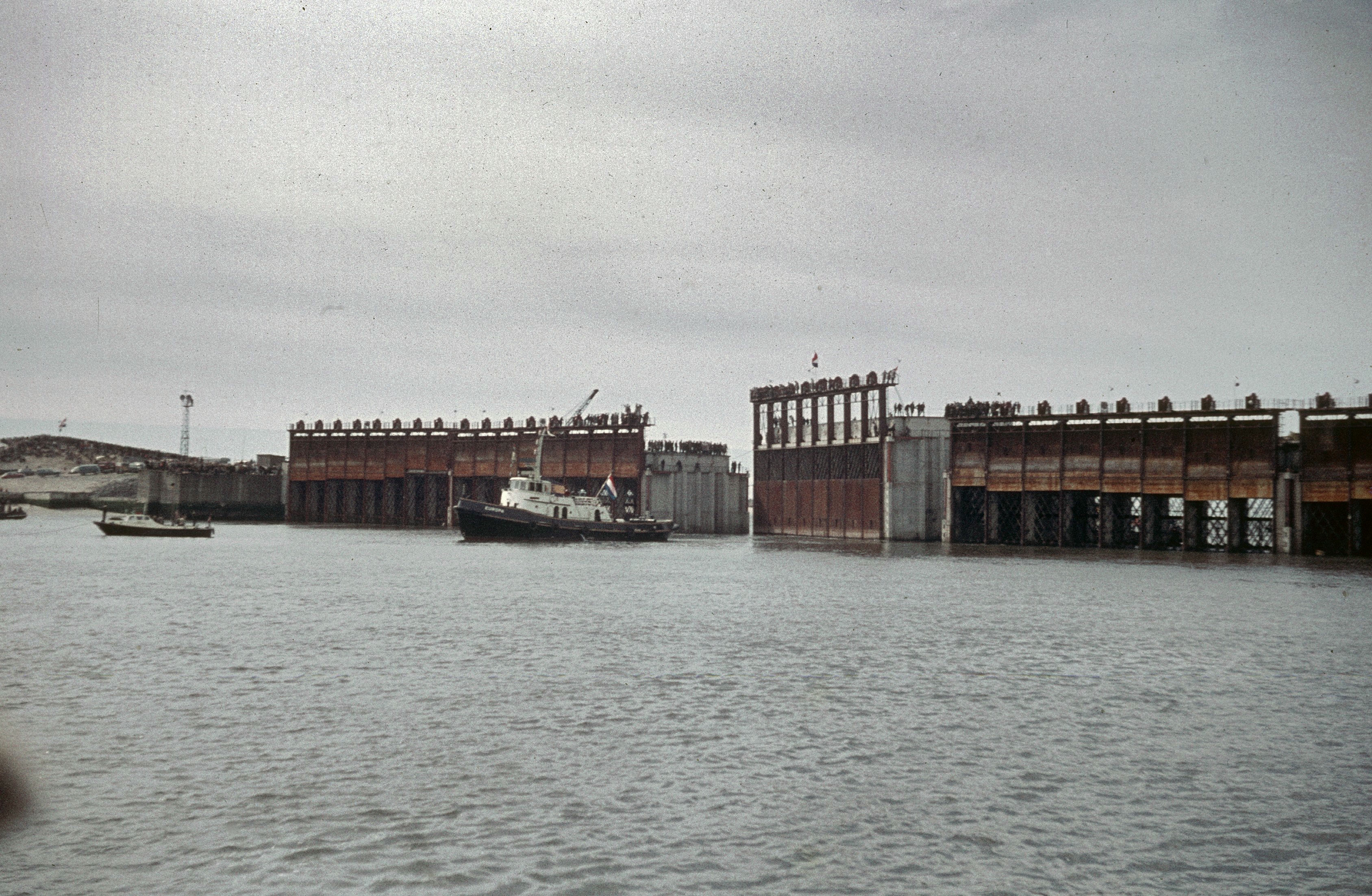
Sluiting Dam in Veerse gat noordzijde, laatste caisson zwenkt op zijn plaats

Zijn eerste grote werk was de sluiting van het Veerse gat in 1961. Hij was daar betrokken bij het afzinken van de caissons. Hij was daar onder andere verantwoordelijk voor het opendraaien van de afsluiters om het water in het caisson te laten lopen. Het daarop volgende werk was de sluiting van het Brouwershavense Gat.

## Oosterschelde
In 1974 werd besloten om de bouw van de Oosterscheldedam stop te zetten. Vervolgens werd besloten om een stormvloedkering te bouwen. Dit was een werk waarvoor een andere structuur werd gekozen. Toen werd niet het volledig ontwerp door Rijkswaterstaat gemaakt, maar werd dit in nauwe samenwerking met de aannemers (in de combinatie Dosbouw) gedaan. Von Eugen was daar nauw betrokken bij de natte werken (aanbrengen van bodembescherming en de diverse bestortingen). Hij werd uiteindelijk hoofd Natte Werken, waaronder ook het werken met de Cardium (de mattenlegger) viel.
In 1982 was hij Hoofd uitvoering natte werken bij Dosbouw. Tegen het einde van de Oosterscheldewerken is hij hoofd van alle Natte Werken bij Dosbouw. Hij wordt in 1986 ter gelegenheid van de ingebruikname van de Oosterscheldekering benoemd tot ridder in de Orde van Oranje-Nassau.

## Het Randje van Von Eugen
Von Eugen bedacht ook een methode om zeewier en ander drijfvuil te weren van strandjes langs de Oosterschelde. Pas na zijn overlijden werd dit toegepast en de methode wordt nog verbeterd om het strandje bij Ouwerkerk schoon te houden.